# إيفا بروبست
إيفا بروبست (بالألمانية: Eva Probst)‏ هي ممثلة ألمانية، ولدت في 21 أبريل 1930 ببرلين في ألمانيا.

## وصلات خارجية
- إيفا بروبست على موقع IMDb (الإنجليزية)
- إيفا بروبست على موقع روتن توميتوز (الإنجليزية)
- إيفا بروبست على موقع ألو سيني (الفرنسية)
- إيفا بروبست على موقع أول موفي (الإنجليزية)
- إيفا بروبست على موقع قاعدة بيانات الفيلم (الإنجليزية)
- إيفا بروبست على موقع كينوبويسك (الروسية)